# Logouana
Logouana est une commune rurale du Mali de l'arrondissement central de Koutiala, dans le cercle de Koutiala et la région de Koutiala. Elle a pour chef-lieu la localité de Léléni.

## Villages
La commune s'étend sur 5 localités relevées lors du recensement général de 2009. 
Les villages les plus peuplés sont :
- Léléni (3 498 habitants)
- Leresso (1 870 habitants)
- Lelebougoro (1 361 habitants)

En 2023, la loi 2023-007 attribue à la commune 5 villages, fractions ou quartiers  :
- Léléni
- Lelebougoro
- Koreasso
- Leresso
- Yougouana